# Jaltomata sanchez-vegae
Jaltomata sanchez-vegae är en potatisväxtart som beskrevs av S.Leiva och Mione. Jaltomata sanchez-vegae ingår i släktet jaltomator, och familjen potatisväxter. Inga underarter finns listade i Catalogue of Life.

## Bildgalleri

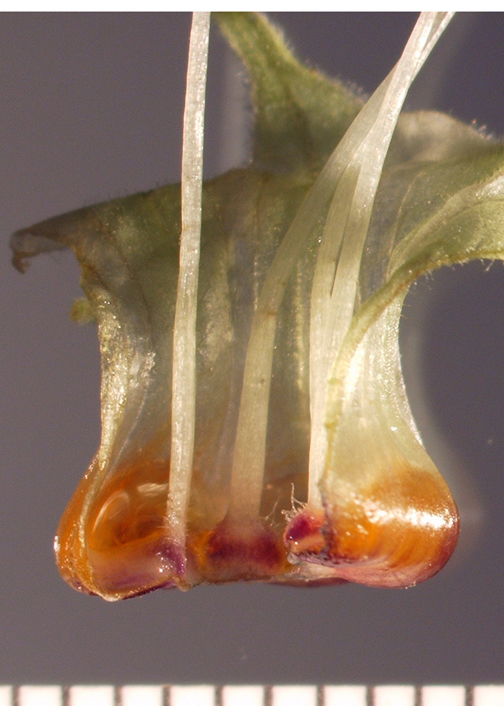
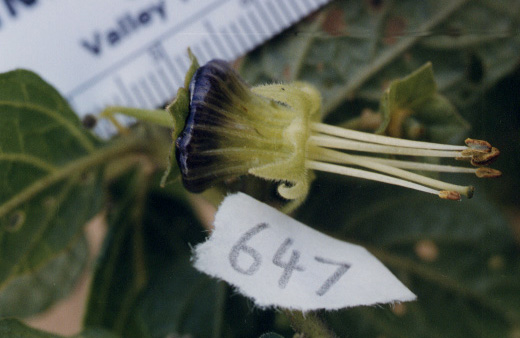